# Foramagno
Foramagno (Foramagn in dialetto milanese, AFI: [furaˈmaɲ]) è un quartiere della città lombarda di Peschiera Borromeo posto a sudovest del centro abitato, verso San Donato Milanese.

## Storia
Foramagno, borgo agricolo di antica origine, nell'ambito della suddivisione del territorio milanese apparteneva alla Pieve di San Donato, e confinava con Mezzate a nord, Zelo ad est, Bolgiano a sud, e San Donato e Linate ad ovest. Nei registri del 1751 il villaggio fece registrare 122 residenti.
In età napoleonica, dal 1809 al 1816, l'ex comune di Foramagno fu aggregato per la prima volta a quello di Zelo, confluito a sua volta dentro Peschiera Borromeo, recuperando un'effimera autonomia con la costituzione del Regno Lombardo-Veneto. A quei tempi la località contava 160 anime. Il comune di Foramagno fu infine aggregato a Zelo nel 1841 dal governo austriaco, seguendone poi le sorti nel tempo.